# David Tua
David Tua (Apia, 21 november 1972) is een Nieuw-Zeelands voormalig bokser van Samoaanse afkomst die uitkwam in het zwaargewicht.

## Carrière
Tua won brons op de Wereldkampioenschappen van 1991 en op de Olympische Spelen van 1992 in Barcelona. In 1992 werd hij professioneel bokser.
Na 22 opeenvolgende overwinningen won hij in 1996 de WBC International-titel door John Ruiz te verslaan in 19 seconden. Vervolgens versloeg hij Oleg Maskaev, maar verloor op punten van Ike Ibeabuchi in 1997. In 1998 won Tua van Hasim Rahman door een technische knock-out in de 10e ronde, en won hiermee de IBF Inter-Continental en USBA-titels.
In november 2000 kreeg hij een gevecht om de WBC, IBF en IBO zwaargewicht titels tegen titelverdediger Lennox Lewis. De confrontatie verliep eenzijdig; Tua sloeg er niet in om zijn tegenstander zwaar te raken, en verloor op punten.
Na verslagen te zijn door Chris Byrd, werd Tua in 2002 NABF Noord-Amerikaanse zwaargewicht kampioen door Fres Oquendo te stoppen in de 9e ronde en versloeg vervolgens Michael Moorer door een knock-out in de eerste ronde. Na 8 nieuwe overwinningen en 1 gelijkspel (tegen Rahman in de rematch), won hij op 3 oktober 2009 de WBO Asia Pacific & Oriental-titels en versloeg hij landgenoot Shane Cameron door knock-out in de tweede ronde. Tua werd echter gestopt in een gelijkspel op 17 juli 2010 tegen Monte Barrett, en is zelfs voor het eerst in zijn carrière naar de mat gegaan. Hij verloor de rematch op 13 augustus 2011 op punten. In 2013 maakte hij een einde aan zijn carrière.